# 北汉山牛耳站
北漢山牛耳站（：／ Bukhansanui yeok */?）是首爾輕電鐵牛耳新設線的起點車站，位於韓國首爾特別市江北區牛耳洞，韓語副站名為「道詵寺入口」（도선사입구）。

## 車站結構
站體為2面2線側式月台的地下車站，候車月台設有月台幕門，並有2處出口。

### 月台配置
| 起终点站   |
| \| 上      |
| ↓ 松林公园 |

| 月台 | 路線                  | 目的地                         |
| ---- | --------------------- | ------------------------------ |
| 上行 | ●首爾輕電鐵牛耳新設線 | 此站終着                       |
| 下行 | ●首爾輕電鐵牛耳新設線 | 誠信女子大學、普門、新設洞方向 |

## 歷史
- 2017年3月2日：北汉山牛耳站车站名正式确定。[1]
- 2017年9月2日：落成啟用。

## 車站周邊
- 北漢山國立公園
- 道詵寺（朝鲜语：도선사 (사찰)）
- 道峰山（朝鲜语：도봉산）
- 牛耳嶺（朝鲜语：우이령）
- 燕山君墓

## 圖片

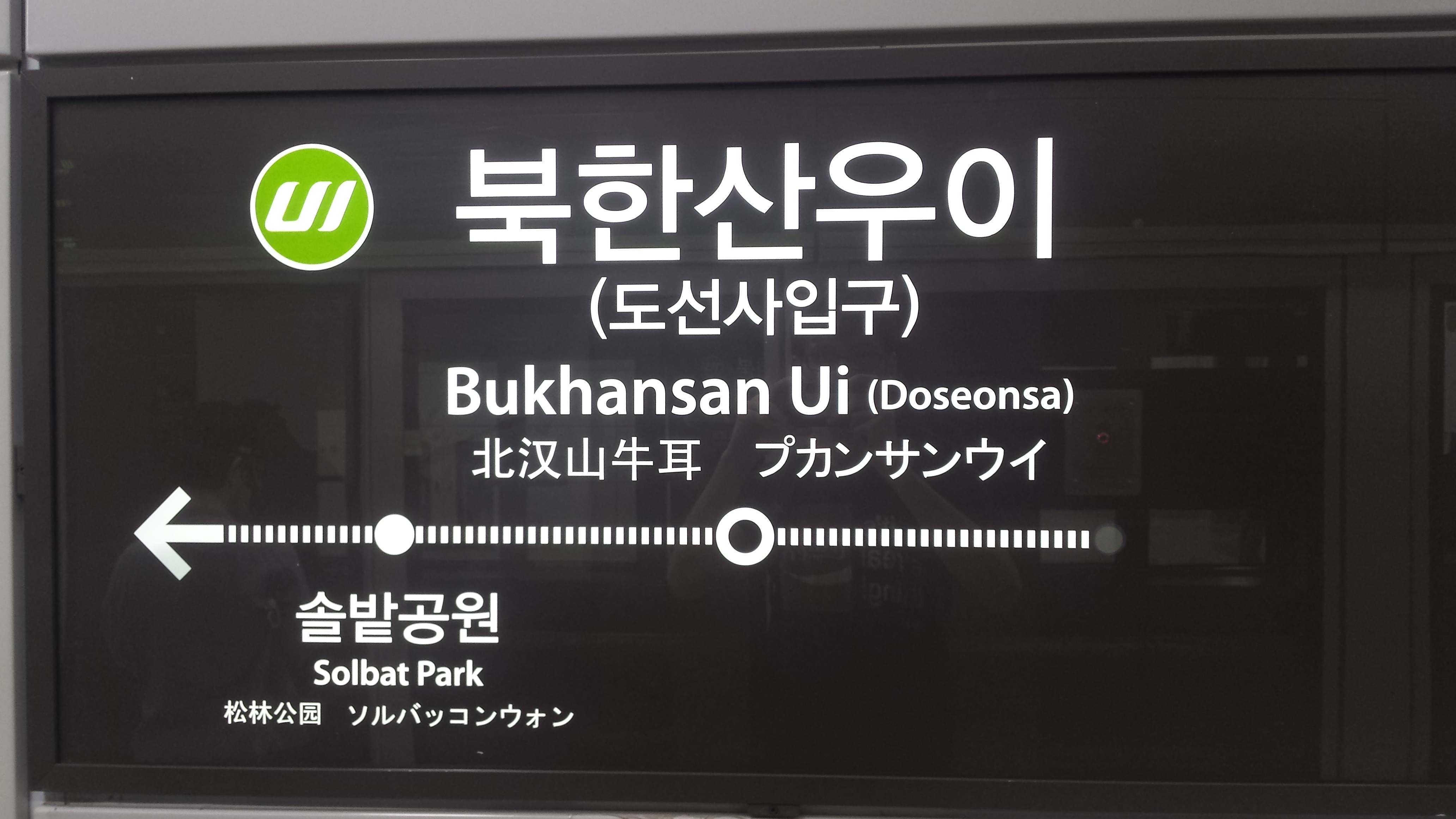
站名牌
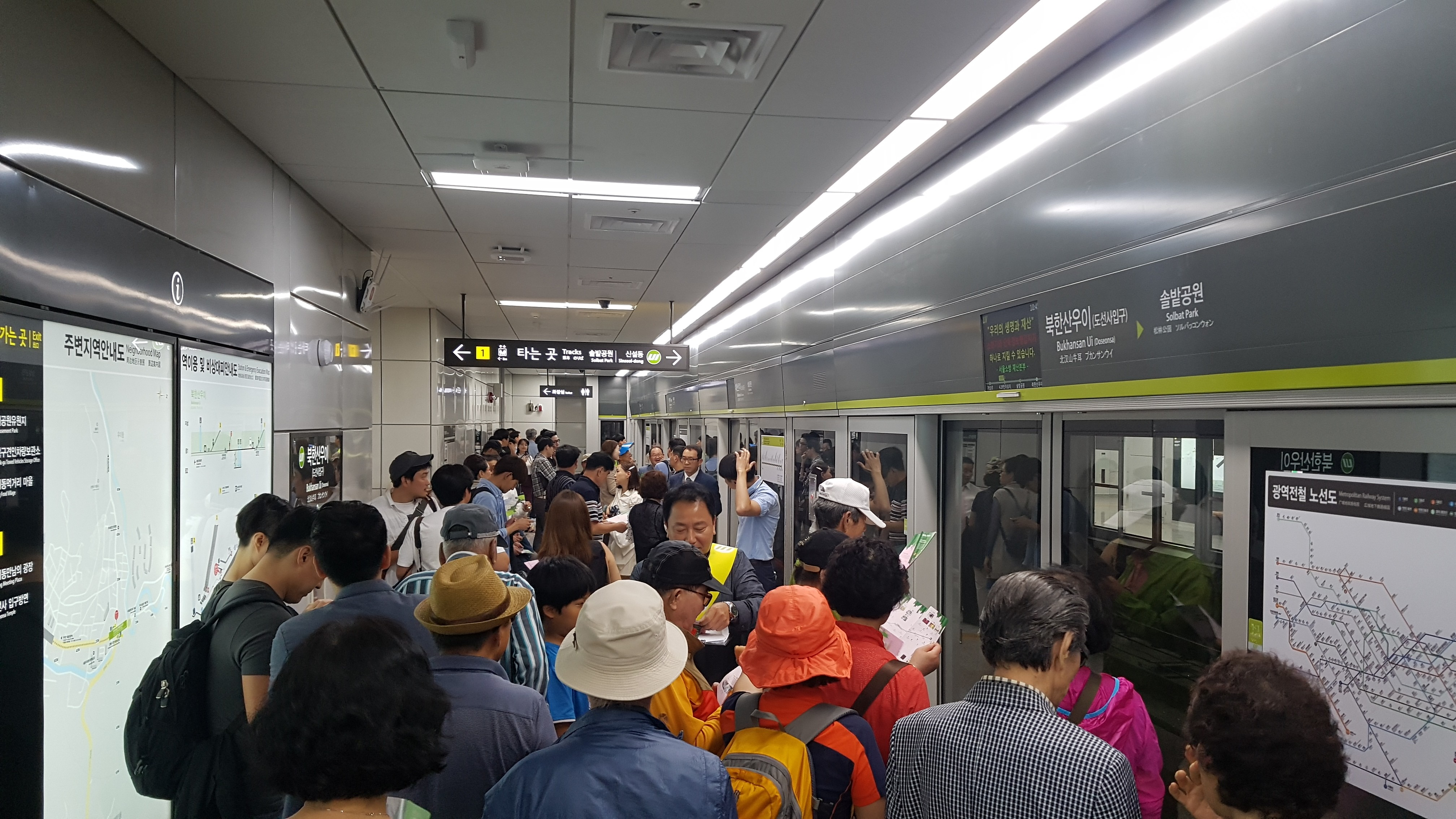
人滿為患的候車月台
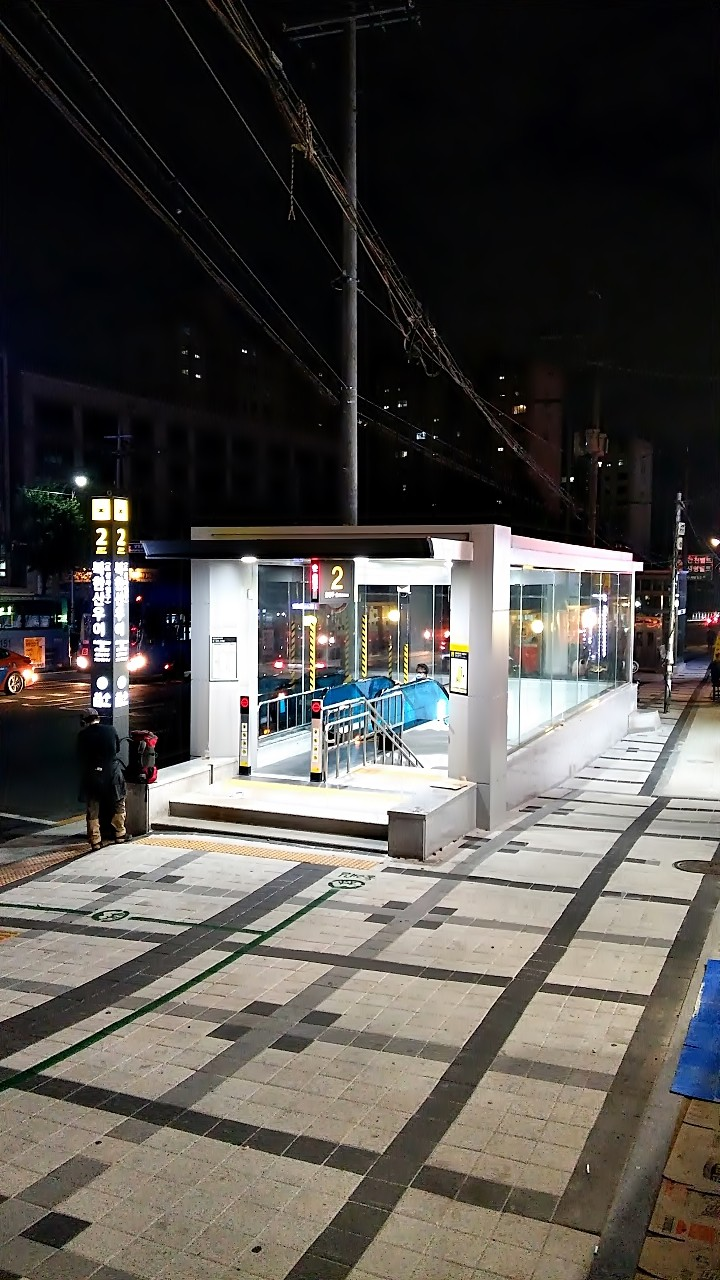
夜間的2號出口

## 相鄰車站
牛耳新設輕電鐵
●首爾輕電鐵牛耳新設線
北漢山牛耳（S110）－松林公園（S111）